# Sin código
Sin código è una police procedural/telenovela argentina trasmessa da Canal 13 dal 2004 al 2006.
Creata da Adrián Suar, la serie è interpretata dallo stesso Suar e da Nicolás Cabré e narra le vicende di Gabriel Nielson, dirigente di una azienda di massima sicurezza.
Divisa in due stagioni, la prima si caratterizza per essere di genere police procedural, mentre la seconda come una telenovela.

## Trama

### Prima stagione
Gabriel Nielsen dirige una società per la sicurezza di alto livello insieme a Oso Etcheverry. I genitori di Gabriel sono morti a seguito di un attentato e da allora Oso è diventato il suo punto di riferimento. Un giorno, Gabriel, dopo ripetute e-mail di minacce, scopre che il cibo del suo cane è avvelenato e lo stesso giorno un'operazione organizzata nei minimi dettagli non va a buon fine. Infatti, Axel Etcheverry, figlio di Oso che non vede da oltre sette anni, ossia da quando si è lasciato con la moglie, dimostra di essere molto furbo, riuscendo a simulare un attacco per avere un colloquio di lavoro con Gabriel, dal momento che suo padre si è rifiutato di collaborare con lui. Gabriel riesce a convincere il suo compare e ormai Axel crede di aver recuperato i rapporti col genitore.
Ad un certo punto, Gabriel riceve un'altra email in cui gli viene chiesto da quanto tempo l'uomo non vede il fratello: infatti, Gabriel ha un fratello maggiore di nome Santiago che vive internato in una clinica psichiatrica in Spagna. I due hanno un rapporto conflittuale e distante. Tornato a casa, Gabriel trova Santiago, il quale afferma che il primo lo avrebbe chiamato, cosa non veritiera. Da qui, Gabriel inizia a preoccuparsi per le varie email ricevute e poco dopo Oso muore durante un attentato. Da questo momento, Gabriel cerca il responsabile, così come anche Axel, nonostante vogliano compiere questa impresa in due modi diversi, fino a quando capiscono che devono riuscirci assieme. Per alleviare la solitudine, Gabriel si unisce ad un'agenzia matrimoniale, in cui incontra Noelia, di cui si innamora.

### Seconda stagione
Gabriel si fa carico di un'operazione che dovrebbe consentire ad una persona famosa di evitare l'assedio dei paparazzi che consiste nel travestimento di Alex, suo dipendente e migliore amico, da diva. Però, il divertimento dura poco in quanto i dipendenti dell'azienda di sicurezza privata di Gabriel decidono di dimettersi, vista la crisi che sta attraversando la società; lasciando il protagonista alla deriva. D'altra parte, la poliziotta Antonia López litiga con il suo superiore, dopo il quale decide di licenziarsi.
Senza lavoro e con un matrimonio che non funziona, Antonia diventa una dipendente di Gabriel, essendo l'unica ad accettare uno stipendio molto basso. Nello stesso periodo, Santiago, fratello di Gabriel, decide di scappare dalla clinica per vendicarsi del fratello, riuscendo ad arrivare nella sua casa e sparargli ad una gamba.

## Episodi
Nella prima stagione la sigla d'apertura utilizzata è Sin código della band Lito Vitale Quinteto, mentre nella seconda è Hawaii Five-O del gruppo musicale statunitense The Ventures.
| Stagione         | Episodi | Prima TV Argentina |
| ---------------- | ------- | ------------------ |
| Prima stagione   | 4       | 2004               |
| Seconda stagione | 100     | 2005-2006          |

## Personaggi e interpreti

### Personaggi principali
- Gabriel Nielsen (stagioni 1-2), interpretato da Adrián Suar. 
 È il direttore di un'azienda di massima sicurezza e fratello di Santiago. Inoltre, è un fanatico di Nino Bravo.
- Axel Etcheverry (stagioni 1-2), interpretato da Nicolás Cabré. 
 È il padre di Oso con cui, inizialmente, ha un rapporto conflittuale. Collabora nell'azienda con Gabriel e successivamente con il figlio.
- Oso Etcheverry (stagione 1-2), interpretato da Antonio Grimau.
 È il figlio di Axel.
- Noelia Larsen (stagione 1), interpretata da Karina Mazzocco.
 È un'ispettrice e l'amore di Gabriel della prima stagione, alla fine della quale muore.
- Santiago Nielsen (stagione 1-2), interpretato da Walter Quiroz.
 È il fratello di Gabriel, rinchiuso in un ospedale psichiatrico in Spagna, da cui esce per raggiungere il fratello.
- Ana (stagione 1), interpretata da Jessica Bacher.
- Antonia López (stagione 2), interpretata da Nancy Dupláa.
 È una poliziotta e moglie di Juan. Si innamorerà di Gabriel.
- Mirna (stagione 2), interpretata da Rita Cortese.
 È la mamma di Antonia.
- Rolo Wasserman (stagione 2), interpretato da Alfredo Casero.
 È il rappresentante artistico di Virginia, Luz e Sofia.
- Virginia "Vicky" Alberti (stagione 2), interpretata da Marcela Kloosterboer.
 È una modella insieme a Luz e Sofía.
- Ernesto (stagione 2), interpretato da Nicolás Scarpino.
 È il vicino omosessuale del dipartimento dove vivono le tre modelle: Virginia, Luz e Sofia.
- Flor (stagione 2), interpretata da Griselda Siciliani.
 È la segretaria di Gabriel.
- Juan (stagione 2), interpretato da Favio Posca.
 È un tassista, nonché marito di Antonia, il cui matrimonio non va bene.

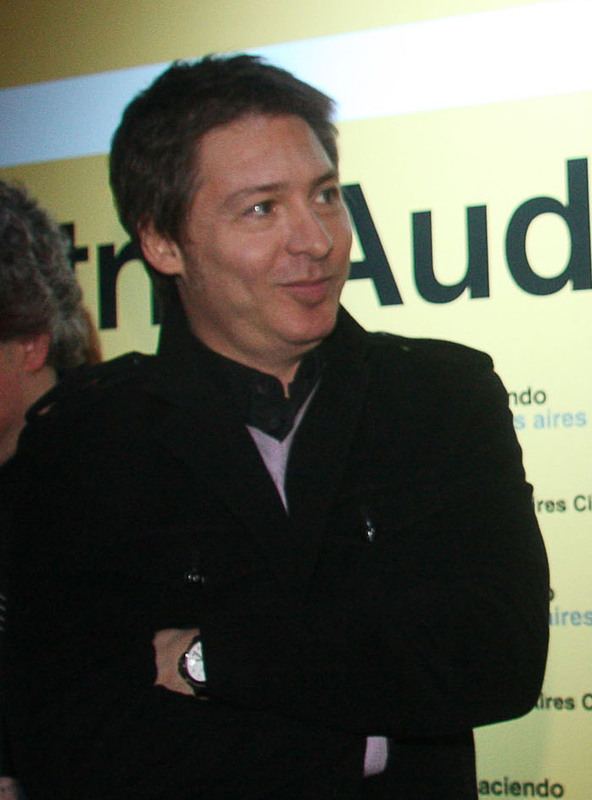
Adrián Suar interpreta Gabriel Nielson
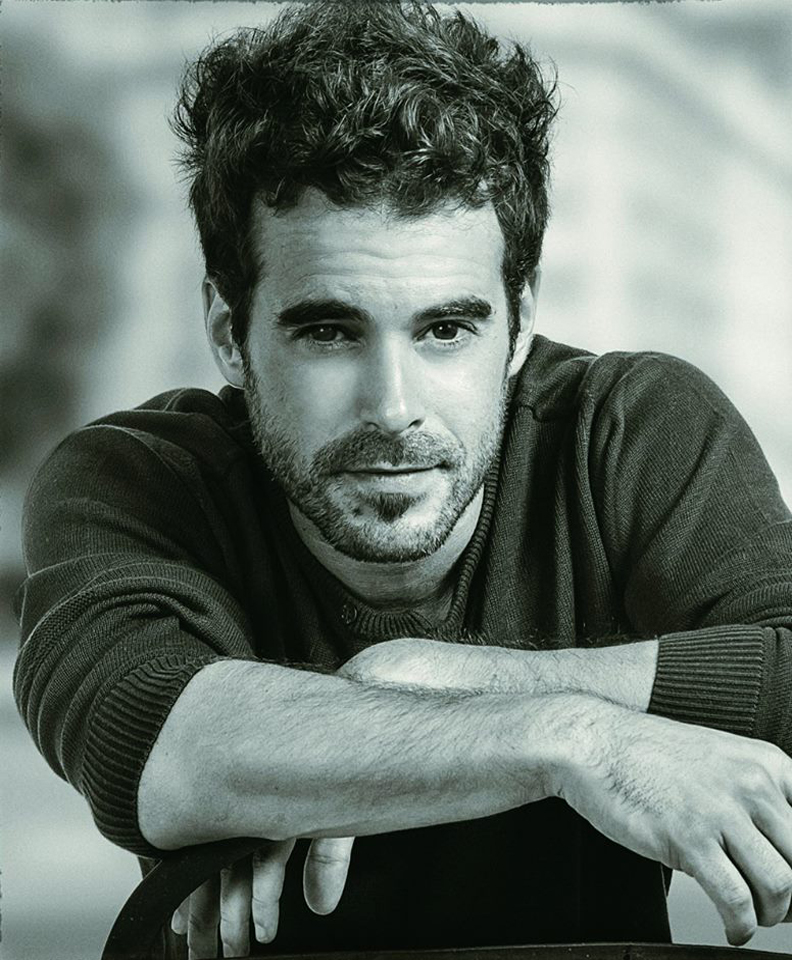
Nicolás Cabré interpreta Axel Etcheverry
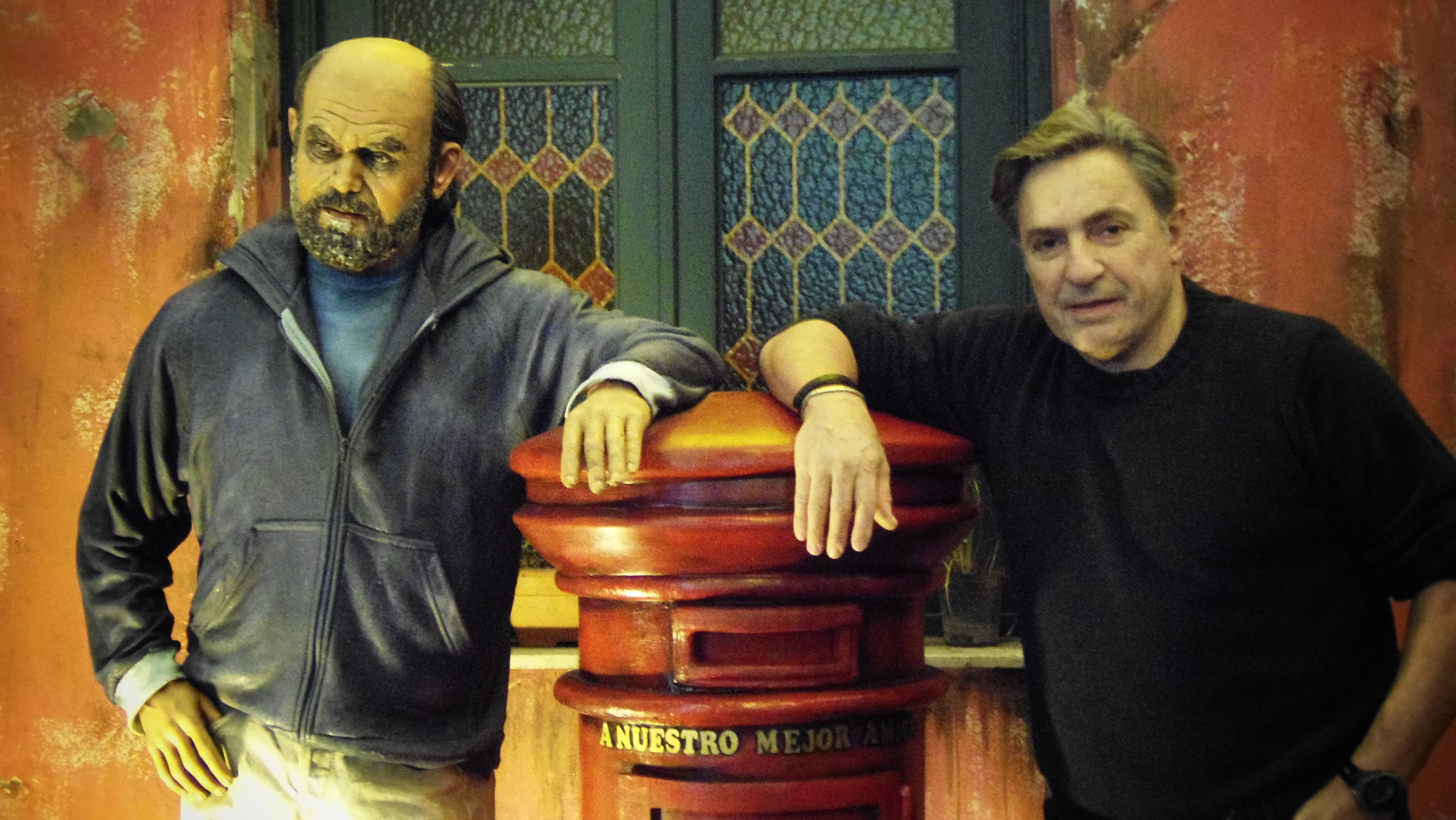
Antonio Grimau interpreta Oso Etcheverry
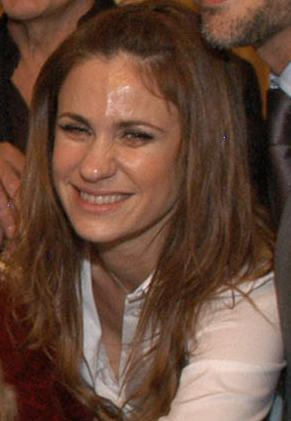
Nancy Dupláa interpreta Antonia López
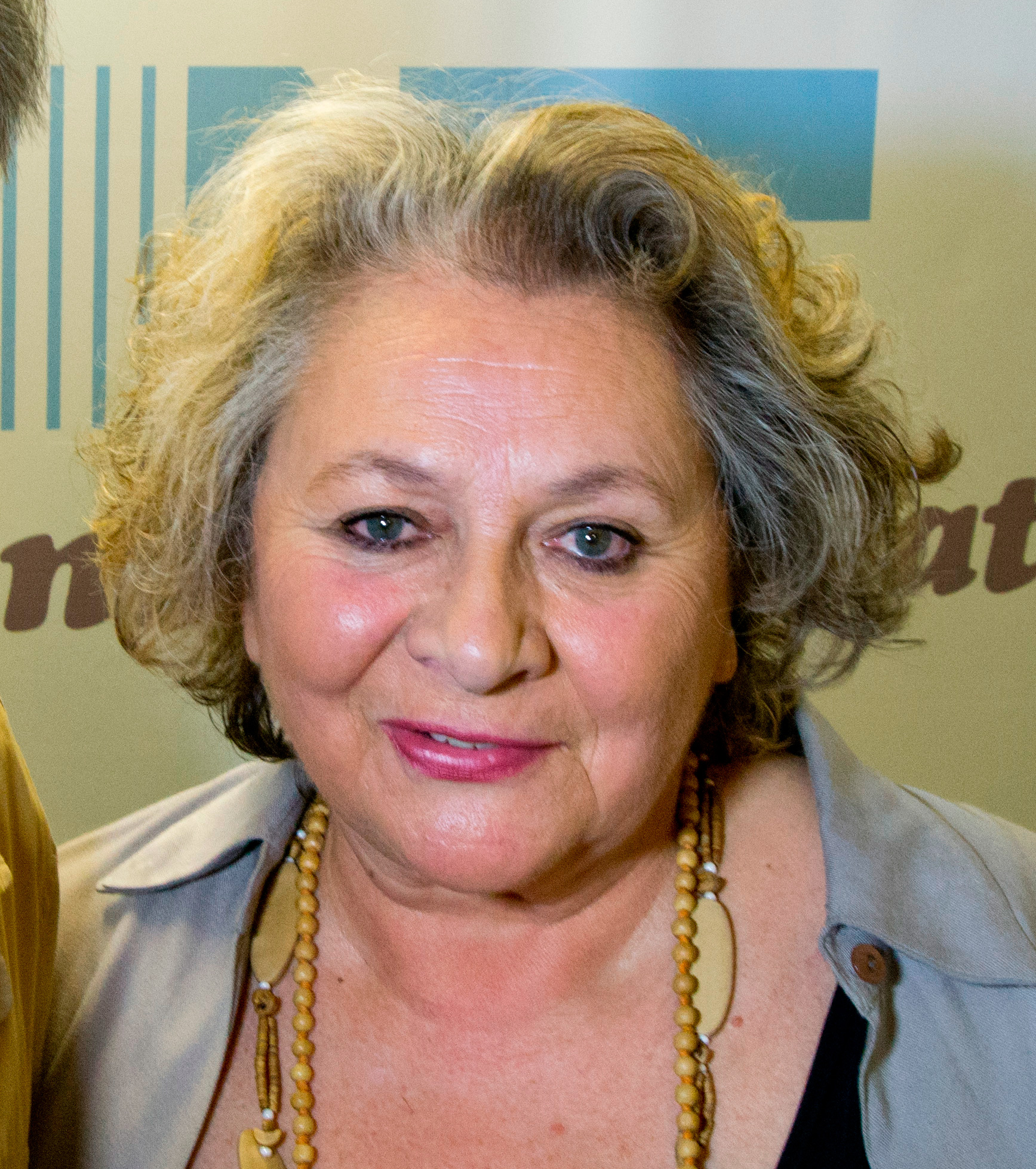
Rita Cortese interpreta Mirna
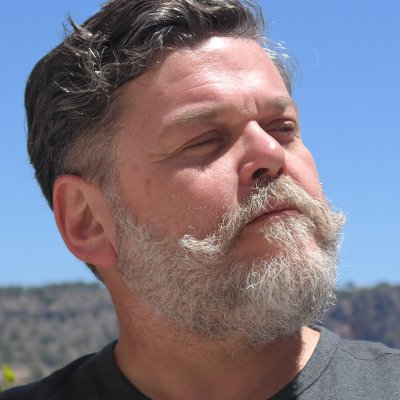
Alfredo Casero interpreta Rolo Wasserman
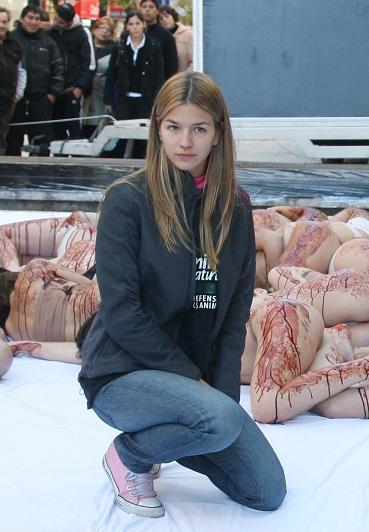
Marcela Kloosterboer interpreta Virginia "Vicki" Alberti
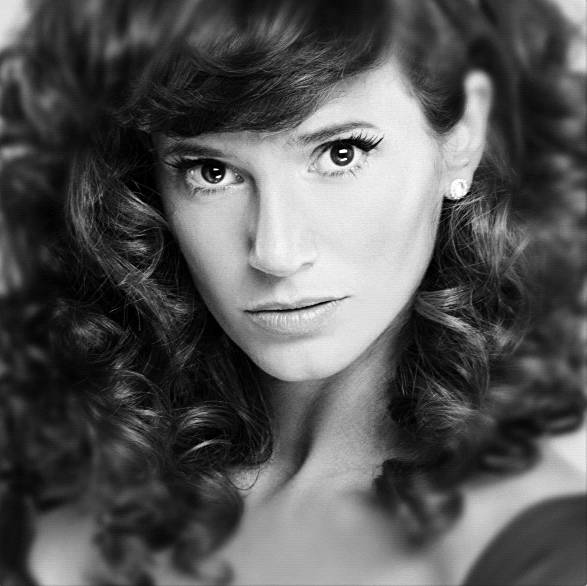
Griselda Siciliani interpreta Flor

### Personaggi secondari
Prima stagione
- Zeta, interpretato da Marcelo Mazzarello.
- Carmen, interpretata da Ana María Colombo.
- Papà di Nielsen, interpretato da Alejandro Mauri.
- María, interpretata da Jimena La Torre.
- Oso Etcheverry, interpretato da Claudio Messina. È Oso da giovane.
- Gabriel Nielsen, interpretato da Agustín Machta. È Gabriel da giovane.
- Santiago Nielsen, interpretato da Diego Emil Tomás. È Santiago da giovane.
- Fidanzato di Ana, interpretato da Gastón Grande.
- Federico, interpretato da Daniel Chocarro.
- Presentatore, interpretato da Luis Longhi.

Altri attori ed attrici che appaiono sono: Gabriel M. Fernandez, Marcela Ruiz, Chang Sung Kim, Mercedes Muñoz, Liliana Rinkewitsch, Pedro Vega, Daniel Berbedez, Diego De Paula, Marcelo Videla, Paula Carruega, María Cárdenas, Claudio Spin, Hector Sinder, Ornella Mauriño, Melina Pitra, Romie Boccia, Magdalena Benet e Verónica Manso.
Seconda stagione
- Sofía, interpretata da Gisela Van Lacke. 
 È una modella insieme a Virginia e Luz.
- Luz, interpretata da Virginia Da Cunha.
 È una modella insieme a Virginia e Sofía.
- Bernardo, interpretato da Franco Rau.
- Prócer, interpretato da Matías Santoianni.
- Carla, interpretata da Mónica Antonópulos.
- Anita, interpretata da Guadalupe Belen Sosa.
- Roberto Roma, interpretato da Rodolfo Ranni.
- Adolfo González Pérez García, interpretato da Jorge Sassi.
- Luna, interpretata a Lola Ponce.
- Lucho, interpretato da Daniel Hendler.
- Jorge, interpretato da Christian Sancho.
- Padre Lombardi, interpretato da Héctor Fernández Rubio.
- Puma Uribe, interpretato da Claudio Rissi.
- Tigre Uribe, interpretato da Ariel Staltari.
- Gato Uribe, interpretato da Bahiano.
- Mipete, interpretato da Patrick Aduma.
- Carlos Toledo, interpretato da Pablo Cedrón.
- Julio Alberti, interpretato da Edgardo Moreira.
- Mamma di Flor, interpretata da Dalma Milebo.
- Paula, interpretata da Giselle Morgan.
- Tomás Coronado, interpretato da Mike Amigorena.
- Mugre Rodriguez, interpretato da Alejandro Fiore.
- Manuel, interpretato da Oggi Junco.
- Veronica, interpretata da Wanda Nara.
- Carlinhos, interpretato da Emilio Bardi.
- Globulo I, interpretato da Daniel Aráoz.
- Van Hellsing, interpretato da César Bordón.
- Greta, interpretata da Cecilia Milone.
- Totín Ortiz de Rosas, interpretato da Humberto Serrano.
- Reina Mouret, interpretata da Anahí Martella.
- Samir Kanovich, interpretato da Gino Renni.
- Negro Fernández, interpretato da Pablo Codevila.

Altri attori ed attrici che appaiono sono: Juan Carlos Galván, Horacio Dener, Omar Pini, Gonzalo Urtizberea, Alfredo Castellani, Jorge Barreiro, Nahuel Mutti, Gonzalo Suárez, Ignacio Huang, Alejandro Lerner, Raphael e Chayanne.

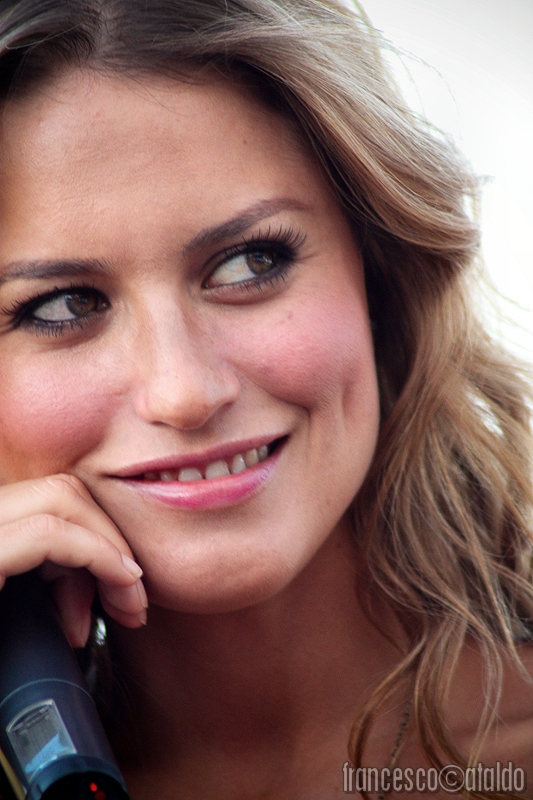
Lola Ponce interpreta Luna
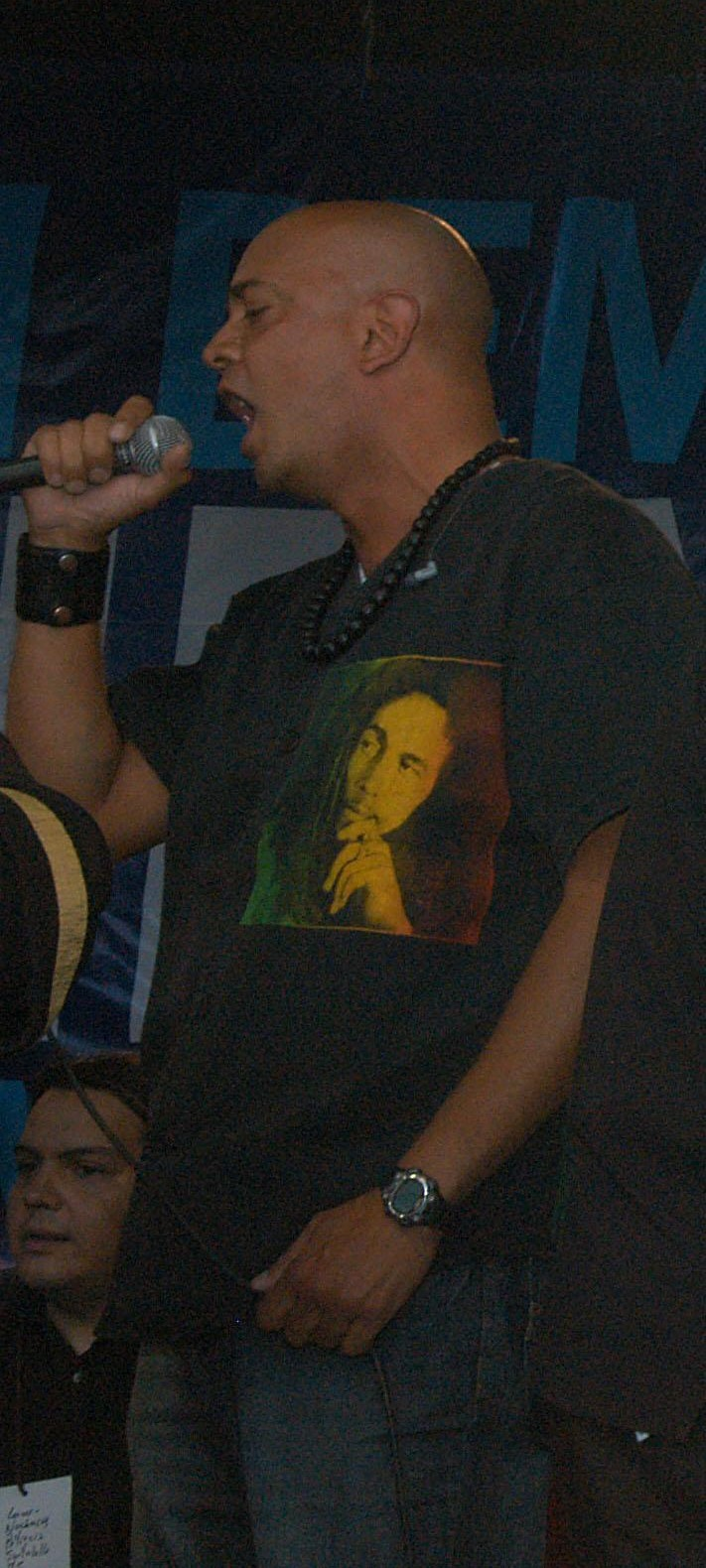
Bahiano interpreta Gato Uribe
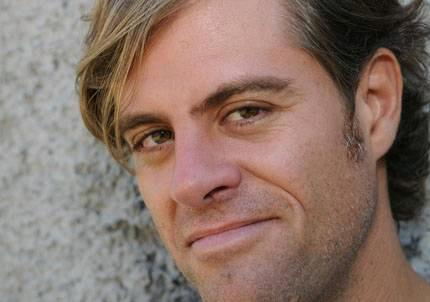
Mike Amigorena interpreta Tomás Coronado
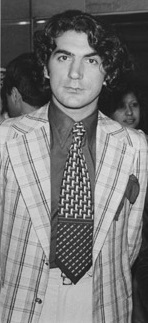
Jorge Sassi interpreta Adolfo González Pérez García

## Produzione
Il programma nasce da un'idea di Adrián Suar, direttore di Canal 13 che è anche il protagonista della serie e segna il ritorno come ideatore dopo 099 central. La prima stagione si caratterizza per essere un police procedural che viene presentato pochi giorni prima della messa in onda al Alvear Palace Hotel alla presenza di Suar. La serie va in onda dal 27 ottobre 2004 per un totale di quattro episodi, andati in onda nel lasso di tempo di un mese, a cui sono previsti quattro/cinque nuovi episodi per l'anno successivo. Inoltre, viene registrato in alta definizione, per la prima volta nella televisione locale.
La trama è stata scritta dai fratelli Walter e Marcelo Slavich e vede come protagonisti della prima stagione Adrián Suar, Nicolás Cabré, Antonio Grimau, Karina Mazzocco, Walter Quiroz e Jessica Bacher. Il regista è Jorge Nisco. Le registrazioni sono avvenute nella città argentina di San Fernando. La messa in onda della prima parte si conclude il 17 novembre 2004.
Nel marzo del 2005 viene confermata una seconda stagione, formata da otto episodi con trasmissione ancora da definire. Inoltre, si stava cercando una figura femminile, in sostituzione del personaggio interpretato dalla Mazzocco nel 2004. Nel luglio viene annunciato nel cast la partecipazione dell'attrice e cantante Virginia Da Cunha. L'attrice Griselda Siciliani è stata scelta dallo stesso produttore della serie come quello in cui era ospite insieme a Virginia Kaufmann nello show comico di Pipo Pescador. Successivamente, viene dichiarato che il format televisivo non sarà più quello poliziesco, ma sarà un serial TV. La seconda stagione, rispetto alla prima, si caratterizza per un maggior numero di episodi e per essere una telenovela ed inizia il 15 agosto 2005. Nel novembre del 2005 viene pubblicata la canzone Cómo he podido estar sin ti, cantata da Suar e scritta da Kike Santander. Il videoclip è stato realizzato in vari luoghi della capitale argentina ed è stato reso visibile in varie occasioni dalle televisioni locali. La canzone ha avuto un buon successo, tanto da essere richiesta la registrazione ufficiale in studio.
La serie conclude la sua trasmissione ufficialmente il 5 gennaio 2006, con nessun sviluppo successivo. La sua programmazione viene sostituita da Son amores.

## Distribuzione
| Paese    | Canale            |
| -------- | ----------------- |
| Paraguay | La Tele           |
| Uruguay  | Saeta TV Canal 10 |

## Accoglienza
La serie ha riscosso un buon successo, tanto da essere definita "uno dei migliori programmi dell'anno" da un giornalista del quotidiano argentino La Nación. Marcelo Stiletano, sempre per lo stesso quotidiano, alla presentazione della seconda stagione, ha scritto: 
Nonostante ciò, afferma che tra i nuovi attori spiccano Nancy Dupláa e Favio Posca.
Il primo episodio della seconda stagione ha raggiunto 23.1 punti di rating, vincendo la serata contro un programma di Marcelo Tinelli e quello di Susana Giménez. La stagione ha raggiunto una media di 20 punti di rating. Dal settembre viene superata in alcune puntate da serie straniere come Senhora do Destino, telenovela brasiliana e Pasión de gavilanes, telenovela colombiana.
In uno studio sui contenuti audiovisivi nei cross-media, sulla serie viene scritto, riferendosi alla produzione in alta definizione, che il maggior successo si è avuto con la seconda stagione del 2005, quando si è passati dal genere poliziesco alla commedia, precisamente al modello di buddy movie.

## Riconoscimenti
- 2004 - Premio Promax & BDA
  - Vinto - Nuovi media: disegno (oro)[17].
- 2005 - Premio Martín Fierro[18]
  - Nomination - Miglior unitario e/o miniserie.
  - Nomination - Attore protagonista in unitario e/o miniserie a Nicolás Cabré.
- 2005 - Premio Promax & BDA
  - Vinto - Disegno nei nuovi media (argento)[17].
- 2006 - Premio Martín Fierro[19]
  - Vinto - Attrice di reparto in commedia a Rita Cortese.
  - Vinto - Attore di reparto in commedia a Nicolás Scarpino.
  - Vinto - Artista rivelazione a Griselda Siciliani.
  - Nomination - Miglior commedia.
  - Nomination - Attrice protagonista di commedia a Nancy Dupláa.
  - Nomination - Attore protagonista di commedia a Adrián Suar.
  - Nomination - Attrice di reparto in commedia a Griselda Siciliani.
  - Nomination - Attore di reparto in commedia a Favio Posca.
  - Nomination - Attore di reparto in commedia a Alfredo Casero.
- 2006 - Premio Clarín[20][21]
  - Vinto - Rivelazione femminile a Griselda Siciliani.
  - Vinto - Rivelazione maschile a Nicolás Scarpino.
  - Nomination - Miglior fiction giornaliera commedia.
  - Nomination - Miglior attore  a Adrián Suar.
- 2007 - Premio Martín Fierro[22]
  - Nomination - Attrice protagonista di commedia a Nancy Dupláa.
  - Nomination - Attore di reparto in commedia a Nicolás Scarpino.

## Seguito
Finita la programmazione nel gennaio del 2006, la serie viene rimpiazzata dalla telenovela Son amores. Poco prima della fine della serie, il produttore e attore della serie Suar annuncia la possibilità di realizzare un lungometraggio tratto dallo sceneggiato, nel cui cast erano già stati confermati lo stesso Suar, Nicolás Cabré e Nancy Dupláa, affermando che nel gennaio ci sarebbero state le prove di vestiario e nel febbraio l'inizio delle riprese; preferendo poi dedicarsi ai vari progetti come produttore televisivo e accantonando il film in questione.
Nonostante ciò, il personaggio di Axel viene ripreso nel 2011 nel serial TV Los únicos, sempre interpretato da Nicolás Cabré. Anche Griselda Siciliani e Favio Posca riappaiono, ma con personaggi nuovi. Nell'aprile del 2011 Adriàn Suar interpreta nuovamente il personaggio di Gabriel Nielson, venendo in aiuto di Axel.